# Afrixalus wittei
Afrixalus wittei és una espècie de granota de la família dels hiperòlids que viu a Angola, República Democràtica del Congo, Tanzània i Zàmbia.